# Tamanka
Tamanka  é um género de peixe da família Gobiidae e da ordem Perciformes.

## Espécies
- Tamanka maculata (Aurich, 1938)
- Tamanka siitensis (Herre, 1927)[3][4][5][6][7][8][9][10]